# 谢庭薰
谢庭薰，贵州贵阳人，是一名清朝政治人物。举人出身。
谢庭薰曾于1782年接替汪感岳任娄县知县一职，1788年由杨世绶接任。